# Stelpes pagasts
Stelpes pagasts er en territorial enhed i Vecumnieku novads i Letland. Pagasten havde 969 indbyggere i 2010 og omfatter et areal på 68,40 kvadratkilometer. Hovedbyen i pagasten er Vecstelpe.